# Nepocià (professor)
Nepocià (en llatí Nepotianus) va ser un dels professors de Burdígala (Bordeus) commemorats per Ausoni en una obra titulada Professores.
Segons aquesta obra va ser un distingit mestre de gramàtica, retòrica i poesia, i també un filòsof, exercint a la ciutat de Burdígala. Va morir a una avançada edat (al tomb dels noranta anys) i va deixar en morir dos fills.